# Люзіно
Люзіно (пол. Luzino, нім. Lusin, Freienau (1942-1943), Lintzau (1943-1945)) — село в Польщі, у гміні Люзіно Вейгеровського повіту Поморського воєводства.
Населення — 7264 особи (2011).
У 1975-1998 роках село належало до Гданського воєводства.

## Демографія
Демографічна структура станом на 31 березня 2011 року:
|          | Загалом | Допрацездатний вік | Працездатний вік | Постпрацездатний вік |
| -------- | ------- | ------------------ | ---------------- | -------------------- |
| Чоловіки | 3608    | 999                | 2384             | 225                  |
| Жінки    | 3656    | 947                | 2227             | 482                  |
| Разом    | 7264    | 1946               | 4611             | 707                  |